# Urtica incisa
Urtica incisa, ortiga arbustiva, es una especie de planta herbácea perennifolia originaria de los bosques lluviosos del sudoeste de Australia, que también se encuentra en las cordilleras andinas colombianas. 

## Descripción
Es un arbusto con las hojas triangulares y opuestas de  5-12 cm de longitud, con los márgenes serrados.

## Usos
Los aborígenes se comen las hojas después de cocinarlas entre piedras calientes. Se considera un vegetal agradable que los colonos usaron para hacer un tónico para "depurar la sangre".